# Riu Bormida
El Bormida (italià) o Bormia en lígur i piemontès és un riu que travessa les regions de Piemont i Ligúria a Itàlia, de 154 km de llarg, afluent del riu Po i afluent per la dreta del Tanaro. Té una extensa conca de 2.609 km² distribuïda en part sobre els Alps Lígurs (el curs superior del Bormida) i en part als Apenins lígurs (els afluents Erro i Orba).
En època romana es deia Bormo (brull calent). El naixement del riu està format per quatre rierols o rius menors: Bormida di Mallare, que neix al monte Alto; Bormida di Pallare, que prové del monte Settepani; els dos cursos s'ajunten entre San Giuseppe di Cairo i Bragno i formen el Bormida di Spigno; el darrer és el Bormida di Millesimo, el curs principal que neix al coll de Scravaion (comuna de Bardineto) i després d'un curs de 90 km s'uneix per la dreta al Bormida di Spigno a Bistagno, i es converteix en el Bormida pròpiament dit que conflueix al Tanaro a l'est de la ciutat d'Alessandria.